# Asociación Internacional de Epidemiología
La Asociación Internacional de Epidemiología es una asociación de  epidemiólogos. Su revista profesional es la International Journal of Epidemiology, publicado por Oxford University Press.